# Dime Savings Bank van New York

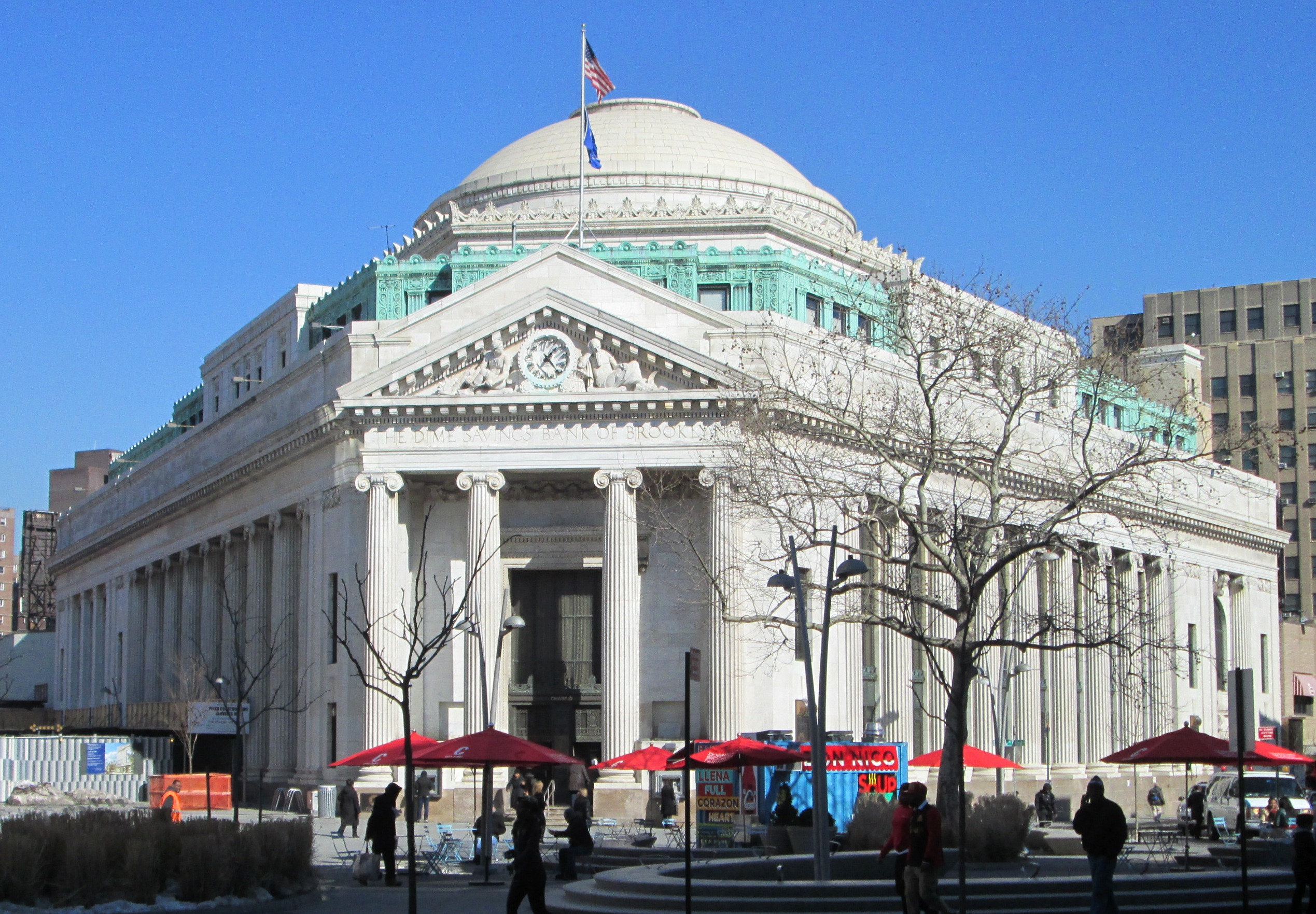
Het oorspronkelijke hoofdkantoor van de bank in Brooklyn op 9 DeKalb

De Dime Savings Bank van New York, oorspronkelijk de Dime Savings Bank van Brooklyn, was een bank in de Amerikaanse stad New York (stadsdeel Brooklyn), die functioneerde van 1859 tot 2002. De bank moet niet worden verward met de Dime Savings Bank van Williamsburgh, die eveneens het hoofdkantoor in Brooklyn heeft.
Het voormalige hoofdkantoor van de bank staat op 9 DeKalb Avenue in Fleet Street. Dit pand werd gebouwd in de periode van 1906 tot 1908 en is gemaakt door Mowbray & Uffinger in de neoclassicistische architectuur. Het werd aanzienlijk vergroot door Halsey, McCormack & Helmer van 1931 tot 1932. Het interieur van het gebouw is "opmerkelijk" en heeft grote vergulde Mercury-dimes en twaalf rode marmeren kolommen ter ondersteuning van de rotonde; deze werden in de periode 1931-1932 als uitbreiding toegevoegd. Het gebouw werd aangeduid als een bezienswaardigheid van New York op 19 juli 1994.
Dime werd overgenomen door Washington Mutual in 2002, die vervolgens in 2008 Dime niet opnam in de activa die aan JPMorgan Chase werden verkocht door de Federal Deposit Insurance Corporation nadat Washington Mutual in beslag werd genomen en onder curatele gesteld. In december 2015 voltooiden ontwikkelaars Michael Stern en Joe Chetrit de aankoop van het gebouw voor $90 miljoen, nadat ze de zomer daarvoor gesloten contractbesprekingen met JPMorgan Chase hadden. Ze zijn van plan om het kenmerkende gebouw op te nemen in een nieuwe wolkenkrabber, met behulp van de 27.870 vierkante meter van de lucht-rechten die bij het pand van de Dime Savings Bank horen.